# 豊島百貨店
豊島百貨店（とよしまひゃっかてん）は、かつて茨城県土浦市に存在した日本の百貨店。一時期は京成グループに属し、1989年の閉店まで土浦京成百貨店の屋号を名乗った。茨城県を地盤とするスーパーマーケット・カスミの母体となった企業でもある。

## 歴史
1917年（大正6年）に茨城県土浦町（現在の土浦市）に豊島庄十郎（とよしましょうじゅうろう）が繭乾燥設備を持つ土浦繭糸市場を開設し、繭の取引を行っていない期間に豊島百貨店として百貨店を営業したのが始まりである。
呉服や和洋小間物や玩具、文房具などの日用品全般から、楽器や時計・宝飾まで幅広く取り揃えた百貨店として営業すると共に、1924年（大正13年）に日本のラジオ放送が始まった際には土浦町で初のラジオを設置して聴衆会を開くなど、土浦の文化・情報の中心としても機能していた。
1936年（昭和11年）に繭取引に関する法律改正のため土浦繭糸市場が閉鎖され、百貨店専業になって営業を続けた。
第二次世界大戦後に霞百貨店（かすみひゃっかてん）となり、1961年（昭和36年）に関連会社の霞ストアー（現在のカスミ）を設立して茨城県石岡市金丸にスーパーマーケット1号店を開設する。
1964年（昭和39年）9月に 京成電鉄傘下に入り、1969年（昭和44年）4月25日に京成霞百貨店（けいせいかすみひゃっかてん）として新装開店し、後に土浦京成百貨店（つちうらけいせいひゃっかてん）へ商号変更した。
1977年（昭和52年）には、長崎屋が20％の株式を取得して資本・業務提携し、人材派遣と商品供給を開始。1979年（昭和54年）5月には売却されて京成電鉄傘下を離れた。
その後も土浦京成百貨店の屋号で営業を続けたが、1989年（平成元年）に閉店し、その歴史に終止符を打った。

## 沿革
- 1917年（大正6年） - 土浦繭糸市場を開設[2]。
- 時期不明 - 繭の取引を行わない期間に豊島百貨店を開設[2]。
- 1936年（昭和11年） - 土浦繭糸市場を閉鎖し百貨店専業となる[2]。
- 1945年（昭和20年）2月 - 豊島百貨店を買収し、霞百貨店となる[2]。
- 1961年（昭和36年） - 関連会社の霞ストアー（現在のカスミ）を設立[4]。
- 1964年（昭和39年）9月 - 京成電鉄の傘下に入る[5]。
- 1969年（昭和44年）4月25日 - 京成霞百貨店として新装開店[5]。
- 1973年（昭和48年）4月 - 土浦京成百貨店に商号変更[5]。
- 1977年（昭和52年） - 長崎屋が株式を取得し資本・業務提携を締結[6]。
- 1979年（昭和54年）5月 - 売却され京成電鉄傘下を離脱[5]。
- 1989年（平成元年） - 土浦京成百貨店が閉店[3]。